# 出石武宏
出石 武宏（いずし たけひろ、1952年11月24日 - ）は、日本のゲームクリエイター。京都府出身。元任天堂株式会社製造本部開発第一部部長。現同社プロダクト構成室室長。同志社大学工学部電子工学科卒業。
主にハードの開発やポケットモンスターシリーズやファイアーエムブレムシリーズ等のプロデューサーを担当。

## 略歴
大学卒業後、1975年に任天堂に入社。横井軍平の部下としてゲーム&ウオッチやゲームボーイ等のハードの開発に携わっていた。1996年、横井の退社後、開発第一部の部長に就任する。以後、プロダクト構成室室長に異動するまでの間多くのゲームの製作を担当した。現在は開発第一部が企画開発本部に吸収されたのを機にソフト開発の現場を引退しており、出石が製作を担当したポケットモンスターシリーズ等の製作は山上仁志に、メトロイドシリーズやメイドインワリオシリーズは坂本賀勇にそれぞれ引き継がれた。
ゲームボーイポケットの開発の際、当時通信機能を軽視していた出石だったが、「もし（通信機能を）無くしていればポケモンの交換も出来なかったわけで。田尻智さんにどうお詫びしたらいいやら」とインタビューで冗談交じりに語った。

## 主にプロデュースを務めた作品

### スーパーファミコン
- 星のカービィ3 （ジェネラルマネージャーを担当）
- ファミコン探偵倶楽部PartII うしろに立つ少女 （川口孝司と共同）
- カービィのきらきらきっず （ジェネラルマネージャーを担当）
- ファミコン文庫 はじまりの森 （立本正博と共同）
- ファイアーエムブレム トラキア776

### ゲームボーイ
- ゲームボーイギャラリーシリーズ
- ポケットカメラ （岡田智と共同）
- ポケットモンスター ピカチュウ （川口孝司、石原恒和と共同）

### ゲームボーイカラー
- ワリオランド2 盗まれた財宝
- ポケモンカードGB
- ポケットモンスター 金・銀 （川口孝司、石原恒和と共同）
- トレード&バトル カードヒーロー （川口孝司と共同）
- ワリオランド3 不思議なオルゴール
- ポケモンでパネポン （北西亮一、石原恒和と共同）
- モンスタータクティクス （石原恒和と共同）

### NINTENDO64
- 罪と罰 〜地球の継承者〜 （前川正人と共同）

### ゲームボーイアドバンス
- F-ZERO FOR GAMEBOY ADVANCE（山上仁志と共同）
- ワリオランドアドバンス ヨーキのお宝
- どこでも対局 役満アドバンス（赤堀雅行と共同）
- どーもくんの不思議てれび（米澤正弘と共同）
- ファイアーエムブレム 封印の剣
- 伝説のスタフィーシリーズ（近藤愼と共同）
- ポケットモンスター ルビー・サファイア（陣内弘之、鶴宏明と共同）
- メトロイドフュージョン
- メイド イン ワリオ
- ファイアーエムブレム 烈火の剣（成広通と共同）
- ポケモンピンボール ルビー&サファイア 陣内弘之、中山誠、鶴宏明と共同）
- F-ZERO ファルコン伝説（山上仁志と共同）
- ポケットモンスター ファイアレッド・リーフグリーン（陣内弘之、鶴宏明と共同）
- メトロイドゼロミッション
- ゲームボーイウォーズアドバンス1+2（成広通と共同）

### ニンテンドーゲームキューブ
- NINTENDOパズルコレクション （北西亮一と共同）
- あつまれ!!メイド イン ワリオ （北西亮一と共同）
- ワリオワールド （前川真人と共同）